# ريتشارد ك. بيرد
ريتشارد ك. بيرد (بالإنجليزية: Richard C. Byrd)‏ هو سياسي أمريكي، ولد في 1805 في مقاطعة هوكينز في الولايات المتحدة، وتوفي في 1 يونيو 1854 في مقاطعة جيفرسون في الولايات المتحدة. حزبياً، نشط في الحزب الديمقراطي. وقد انتخب عضو مجلس نواب أركنساس وانتخب عضو مجلس ولاية أركنساس وانتخب حاكم أركنساس ‏ (10 يناير 1849 – 19 أبريل 1849).